# Adeonella extensa
Adeonella extensa är en mossdjursart som beskrevs av Harmer 1957. Adeonella extensa ingår i släktet Adeonella och familjen Adeonellidae. Inga underarter finns listade i Catalogue of Life.